# کارکاسون
کارکاسون به فرانسوی "Carcassone"، شهری در استان اود فرانسه است. این شهر که در جنوب فرانسه و در حد فاصل ۸۰ کیلومتری شرق تولوز واقع شده‌است، شهری تاریخی می‌باشد که در سال ۱۹۹۷ از طرف سازمان یونسکو بعنوان میراث فرهنگی بشر ثبت گردیده‌است. قرار داشتن این شهر باستانی بین دریای مدیترانه و اقیانوس آتلانتیک اهمیت استراتژیک فراوانی به این شهر داده‌است. شهردار فعلی کارکاسون Jean-Claude Perez نام دارد.
آب و هوا این شهر جنوبی فرانسه دارای میانگین آب و هوایی به شرح زیر می‌باشد:

آفتابی: ۲۱۹۰ ساعت در سال

باران: ۶۹۵ میلیمتر در سال

برف: ۷ روز در سال

میانگین دما: ۱۳٫۵ درجهٔ سانتی گراد

جمعیت این شهر دارای جمعیت ۴۹۰۰۰ نفر می‌باشد.